# Leichtathletik-Länderkämpfe mit deutscher Beteiligung 1925
| Leichtathletik-Länderkämpfe mit deutscher Beteiligung 1925 | Leichtathletik-Länderkämpfe mit deutscher Beteiligung 1925 | Leichtathletik-Länderkämpfe mit deutscher Beteiligung 1925 | Leichtathletik-Länderkämpfe mit deutscher Beteiligung 1925 |
| ---------------------------------------------------------- | ---------------------------------------------------------- | ---------------------------------------------------------- | ---------------------------------------------------------- |
|                                                            |                                                            |                                                            |                                                            |
| 1. Länderkampf 1925: AUT – CSK – GER – HUN – YUG           |                                                            |                                                            |                                                            |
| Wien 25./26. Juni 1925                                     | Wien 25./26. Juni 1925                                     | 1. GER 2. HUN 3. CSK 4. AUT 5. YUG                         | 69,0 P 65,5 P 39,5 P 14,0 P 07,0 P                         |
| 2. Länderkampf 1925: SUI – GER                             |                                                            |                                                            |                                                            |
| Basel 30. August 1925                                      | Basel 30. August 1925                                      | 1. GER 2. SUI                                              | 89 P 53 P                                                  |
| Chronik                                                    |                                                            |                                                            |                                                            |
| ← Länderkämpfe 1924                                        | ← Länderkämpfe 1924                                        | Länderkämpfe 1926 →                                        | Länderkämpfe 1926 →                                        |

1925 gab es zum ersten Mal zwei Leichtathletik-Länderkämpfe mit deutscher Beteiligung. Neben dem nun schon seit 1921 jährlich ausgetragenen Treffen mit der Schweiz fand ein Länderkampf unter Beteiligung von fünf Nationen statt.

## Fünfländerkampf
In der österreichischen Hauptstadt Wien wurde ein Fünfländerkampf ausgetragen zwischen Gastgeber Österreich, Deutschland, Jugoslawien, der Tschechoslowakei und Ungarn. Der Wettbewerb fand statt am 25./26. Juni. Aus dieser Begegnung ging Deutschland mit viereinhalb Punkten Vorsprung vor Ungarn als Sieger hervor. Mit deutlichem Rückstand belegte die Tschechoslowakei den dritten Platz vor den abgeschlagenen Österreichern und Jugoslawen.
Auch dieser Vergleich fand unter ausschließlicher Beteiligung von Männern statt. Die Frauenleichtathletik war in dieser Zeit für solche Wettbewerbe noch nicht genügend etabliert. Sie trugen ihren ersten Länderkampf 1928 aus, also bereits drei Jahre später. Es war das Jahr, in dem Frauen in der Leichtathletik auch zum ersten Mal an Olympischen Spielen teilnehmen durften.
Jede Nation stellte je zwei Einzelteilnehmer und je eine Staffel. In den Einzelkonkurrenzen fanden Vorläufe und Vorkämpfe statt, aus denen nur die jeweils fünf Besten die Finals erreichten und damit in die Punktwertung kamen. Die Finalsieger erhielten jeweils fünf Punkte, die Finalzweiten jeweils vier usw. bis hin zu den Fünftplatzierten, die jeweils noch mit einem Punkt in die Wertung kamen. Für die Staffeln galt dieses Wertungssystem ohne Ausscheidungsläufe.

## Länderkampf gegen die Schweiz
Es war die schon fünfte Austragung dieses Wettbewerbs, dessen Gastgeber nach Düsseldorf im Vorjahr nun wieder die Schweizer Stadt Basel war. Zum fünften Mal hieß der Sieger Deutschland, diesmal mit 89 zu 53 Punkten. In den kommenden Jahren wurde diese Begegnung bis einschließlich 1938 weiterhin alljährlich ausgetragen.
In diesem Jahr wurden die Regeln zum ersten Mal geändert und es gab eine Entwicklung hin zum später in allen Länderkämpfen mit zwei Teams etablierten Verfahren. Weiterhin traten je Wettbewerb und Nation zwei Athleten gegeneinander an. Gewertet wurde nun anders: In den Einzeldisziplinen erhielt der Sieger vier, der Zweitplatzierte drei, der Drittplatzierte zwei Punkte. Der Athlet auf dem letzten Rang bekam noch einen Punkt zugeschrieben. Es gab also eine Abkehr vom System mit Strafpunkten, nun siegte die Mannschaft mit der höheren Punktzahl. Die einzig noch bevorstehende Änderung bestand darin, dass der Sieger eines Einzelwettbewerbs mit fünf statt vier Punkten besonders belohnt wurde.